# Jonathan Coachman
Jonathan William Coachman (McPherson, 12 agosto 1973) è un presentatore, commentatore e giornalista statunitense.
È principalmente ricordato per i suoi trascorsi nella World Wrestling Entertainment tra il 2000 e il 2008 e, di nuovo, tra il 2018 e il 2020.

## Carriera

### World Wrestling Entertainment (2000–2008)
Nel 2000 iniziò a lavorare per la World Wrestling Entertainment come intervistatore. La sua prima apparizione risale al 23 gennaio 2000, quando intervistò Linda McMahon nel backstage; fino al 2003 continuò ad essere utilizzato per le interviste e prese parte ad alcuni siparietti comici con The Rock.
Il 24 agosto 2003, a SummerSlam, attaccò Shane McMahon al termine di un match contro Eric Bischoff, effettuando un turn-heel; da quel momento divenne l'assistente di Bischoff, all'epoca direttore generale di Raw. Nelle settimane successive iniziò una faida, insieme ad Al Snow, contro i commentatori Jim Ross e Jerry Lawler; il 1º settembre vinse contro quest'ultimo il suo primo match della sua carriera.
Il 18 aprile 2004, a Backlash, ottenne la sua prima vittoria in un pay-per-view, sconfiggendo Tajiri grazie all'interferenza di Garrison Cade. Il 1º novembre 2005, a Taboo Tuesday, affrontò il campione di SmackDown!, Batista, ma venne battuto in pochi minuti nonostante gli aiuti di Goldust e Vader.
In seguito al licenziamento di Eric Bischoff il 5 dicembre 2005 (kayfabe), divenne uno dei tre commentatori di Raw insieme a Joey Styles e Jerry Lawler. Il 23 gennaio 2006 sconfisse Lawler in un incontro di qualificazione alla Royal Rumble, grazie all'interferenza della Spirit Squad; nella rissa reale entrò per settimo, ma venne eliminato da Big Show dopo soli trenta secondi di permanenza sul ring.
Il 29 maggio 2006 venne nominato assistente di Vince McMahon. Il 18 giugno 2007, in seguito all'esplosione della limousine di McMahon (kayfabe), assunse il ruolo di direttore generale di Raw fino al 6 agosto; dal 7 agosto fu sostituito da William Regal e tornò al ruolo di assistente.
Nel giugno del 2008 decise di non rinnovare il suo contratto in scadenza con la WWE per perseguire una carriera da presentatore su ESPN.

### Ritorno in WWE (2018–2020)
Il 29 gennaio 2018 fece il suo ritorno in WWE dopo quasi dieci anni, aggiungendosi a Michael Cole e Corey Graves come commentatore di Raw. Il 10 settembre seguente lasciò l'incarico a Renee Young, ma rimase come presentatore dei pay-per-view insieme a Booker T.
Nel maggio del 2020 venne licenziato dalla WWE in seguito alla pandemia di COVID-19.